# 北海道砂川高等学校
北海道砂川高等学校（ほっかいどうすながわこうとうがっこう、英: Hokkaido Sunagawa High School）は、北海道砂川市にある、公立（道立）の高等学校。2004年4月に北海道砂川北高等学校と北海道砂川南高等学校が統合されて誕生した。北海道で初めて単位制を導入している。
少子化による公立高校の統合・再編の一環として、砂川北高等学校が平成16年度から新入生の募集を停止し、同時に砂川南高等学校が砂川高等学校となった。2006年3月に砂川北高等学校が最後の卒業生を送り出して閉校となったことに伴い統廃合が完了した。このような経緯から校舎は1981年に改築された旧・砂川南高等学校のものが使用されている。校舎老朽化が進む中、旧・砂川北高等学校跡地に新校舎を建設して移転するという案も出ているが、財政的な問題で実現は厳しい状況となっている。

## 沿革

### 北海道砂川北高等学校
- 1938年 - 砂川高等家政女学校として開校
- 1941年 - 砂川町立砂川高等女学校に改称
- 1945年 - 庁立移管、北海道庁立砂川高等女学校に改称
- 1950年 - 学制改革により北海道立砂川北高等学校に改称、共学校へ移行
- 2004年 - 生徒募集を停止、北海道砂川南高等学校との統合校である北海道砂川高等学校へ移行
- 2006年 - 在校生の卒業をもって閉校

### 北海道砂川南高等学校
- 1942年 - 砂川町立砂川中学校として開校
- 1946年 - 庁立移管、北海道庁立砂川中学校に改称
- 1950年 - 学制改革により北海道砂川南高等学校に改称
- 2004年 - 北海道砂川北高等学校との統合により北海道砂川高等学校として再編

### 北海道砂川高等学校
- 2004年
  - 4月1日開校、単位制による全日制課程普通科として新入生よりスタート（6学級）、4月9日開校式・入学式
  - 7月1日、道教委「北海道パイオニアハイスクール」奨励校指定
- 2005年 - 4月1日、全日制課程4学級
- 2006年 - 4月1日、北海道砂川高等学校校歌・校章制定
  - 道教委 「北海道学力アッププロジェクト（Englishプロジェクト 指定協力校）」[1]指定
- 2010年 - 4月1日、「SPP（サイエンス・パートナーシップ・プロジェクト[2]）」指定

## 課外活動
- 運動部
  - 硬式野球部

3度の甲子園出場歴[3]を持ち北北海道の強豪校の1つだった砂川北高校野球部と砂川南高校野球部の伝統を受け継ぎ「新生・野球部」として再編された。現在も旧・砂川北高校のグラウンドは砂川高校第2グラウンドとして練習で使用されている。統合移行期間中の2004年と2005年は、道内初の連合チーム「砂北・砂川」として活動していた。
  - サッカー部
  - ソフトテニス部
  - バレーボール部
  - バスケットボール部
  - バドミントン部
  - 陸上部
  - 卓球部
  - 剣道部
  - 柔道部
  - 弓道部
- 文化部
  - 茶道部
  - 華道部
  - ESS部
  - 美術部
  - 書道部
  - 学習部
- 同好会・局
  - 吹奏楽局
  - 放送局
  - 図書局
  - ボランティア同好会
  - スキー同好会

## 著名な出身者

### 北海道砂川北高等学校
- 杉山俊介（元プロ野球選手）
- 関吉雅人（元プロ野球選手）
- 西島貴之（元プロ野球選手）
- 村上隆興（元歌志内市長）

### 北海道砂川南高等学校
- 川村湊（文芸評論家、法政大学国際文化学部名誉教授）
- 桑山真弓（旧制砂川中学卒、音楽家、札幌市文化勲章、音楽家桑山哲也の父親）
- 柴田一孔（歌志内市長）
- 辻泰弘（元北海道副知事、元株式会社苫東代表取締役社長、北海道貿易物産振興会理事長）
- 西橋祐理子（元スカッシュプレーヤー）
- 山崎修（元フリースタイルスキー・モーグル選手）
- 山田勝麿（元小樽市長）
- 善岡雅文（砂川市長）
- 渡部勝美（元社会人野球選手、元サンワード貿易硬式野球部監督）

### 北海道砂川高等学校
- 佐藤明義（元社会人野球選手、独立リーグ球団・すながわリバーズ監督）